# R&Cながの青果
株式会社R&Cながの青果（アールアンドシーながのせいか）は、長野県に本社を置く青果物卸売会社。2022年4月に県内同業の長野県連合青果(株)と(株)長印が合併して成立した。県内各市場で卸売業務を行い取扱高は全国地方卸売市場青果卸売会社1位

## 概要
大正年間に創業した卸を起源とする長印と、戦後急拡大した長野県連合青果（レンゴー青果）という、いずれも県内各地の卸売市場で営業する青果物卸売会社が2015年に共同持株会社を設立して経営統合。2022年に事業会社を合併して完全に統合した。社名は連合の「R」と長印の「C」を合わせて命名された。市場卸売業務に強みをもつ旧長印本社を「長野本社」、広域的な商社として流通をコーディネートする旧連合青果本社を「上田本社」として2本社制としている。
松本・佐久・中野・須坂を加えた県内計6市場で卸売業務を担っているほか、関東圏の卸売市場卸売会社をグループ傘下に従えている。さらに仲卸業やパッケージング、青果物生産、物流などの各部門を担うグループ会社で業界の幅広い分野をカバーしている。県内の主要卸売市場が資本的に合同したグループは全国的にも類を見ない。
青果物の取扱はそれまでの東京多摩青果を抜いて全国地方卸売市場中1位であるほか、中央卸売市場を合わせた業界全体でもトップで中央卸売市場の東京青果、同じく大果大阪青果に次ぐ第3位規模となる。さらにグループ全体での取扱高でも東京青果グループに次ぐ2位となった

## 沿革

### 旧・長野県連合青果
- 1964年1月 - 上田青果市場株式会社と上田中央青果卸売市場株式会社が合併し、上田中央青果株式会社として発足。現在の法人格はこの時から引き継いでいる。
- 1972年2月 - 佐久市に最初の支社として佐久支社を設立。
- 1974年4月 - 松本青果市場株式会社と合併し、松本支社を設立、長野県連合青果株式会社と改称。
- 1976年4月 - 諏訪市に諏訪支社を設立。
- 1985年10月 - 長野市に長野支社を設立。
- 1994年4月 - 大町市に大町営業所を設立。
- 1996年11月 - 群馬県伊勢崎市の丸統伊勢崎青果株式会社と合併し、伊勢崎支社を設立。
- 2000年4月 - 青果卸売業界初の環境マネジメントシステム国際標準規格ISO14001を取得。
- 2002年12月 - 東京都板橋区の東京富士青果株式会社（東京都中央卸売市場板橋市場）に出資して子会社化、首都圏に拠点拡大。
- 2013年7月 - 創立50周年を迎え中長期ビジョン「New Relation 2018」を発表。
- 2015年10月 - 株式会社長印との共同持株会社「株式会社R&Cホールディングス」を設立。
- 2016年4月 - 諏訪市場仲卸の株式会社大永を事業譲渡により子会社化。
- 2021年5月 - 高崎市総合地方卸売市場のぐんま県央青果株式会社の全株式を取得し、子会社化。
- 2022年4月 - 長印と長野県連合青果が統合、株式会社R&Cながの青果を設立[2]。ぐんま県央青果が長野県連合青果伊勢崎支社を会社分割により取得[4]。伊勢崎市場は閉場[10]。

### R&Cながの青果沿革
- 2022年4月 - R&Cながの青果発足[11]。2社で重複していた事業所（長野・松本・佐久）を統合。
- 2023年5月 - 同年6月末までで諏訪支社の事業を子会社の株式会社大永に譲渡することを発表[12]。

## 事業所
R&Cながの青果では、多機能市場である長野本社を中核ハブ、流通コーディネートのできる上田本社を広域商社、松本支社を中南信地域における地域ハブ、レタスやハクサイ、アスパラガスなどの高原野菜の産地を抱える佐久支社とりんご・ぶどう・桃などの豊富な果実産地を擁する須坂・中野支社を産地市場と位置付けている。
- 本部 - 長野県長野市市場3-26
- 長野本社 - 長野地方卸売市場（長野県長野市市場3-1）
- 上田本社 - 上田地方卸売市場（上田市秋和531-1）
- 松本支社 - 松本市公設地方卸売市場（松本市笹賀7600-41）
- 佐久支社 - 佐久地方卸売市場（佐久市大字長土呂93-8）
- 中野支社 - 中野地方卸売市場（中野市大字田麦567-1）
- 須坂支社 - 須坂地方卸売市場（須坂市大字小島689-1）

## 子会社・グループ会社

### 卸売市場
- 長印船橋青果株式会社 - 船橋市地方卸売市場（千葉県船橋市市場1-8-1）
  - 長印船橋青果株式会社市川支社 - 市川地方卸売市場（千葉県市川市鬼高4-5-1）
- ぐんま県央青果株式会社 - 高崎市総合地方卸売市場（群馬県高崎市下大類町1258）
- 東京富士青果株式会社 - 東京都中央卸売市場板橋市場（東京都板橋区高島平6-1-5[7]）
- 株式会社大永 - 仲卸・卸売業（※諏訪支社の業務を営業譲渡）（諏訪市場（※諏訪市場は地方卸売市場としては2025年3月末までで廃場したため、現在の区分としては「任意市場（卸売市場に準ずる施設）」）、諏訪市大字湖南3873）

### その他

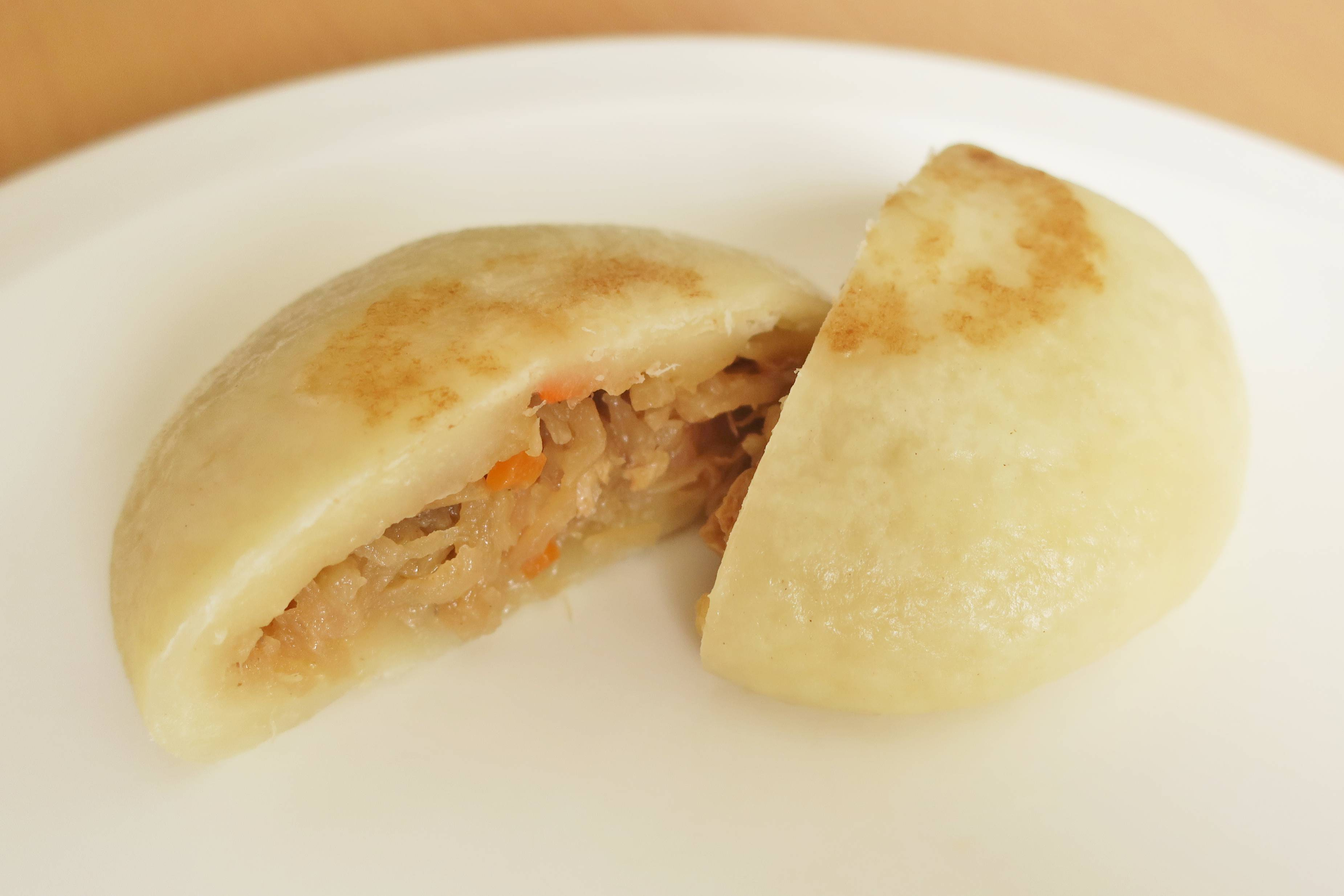
フレッシュベジ加工が製造する「おやき」

- 株式会社長野フルーツカンパニー - 仲卸業・MIDORI長野店内の青果店「フルーツカンパニー」の運営[13][14]（長野県長野市市場3-29）
  - 有限会社ヤマコシ - 長野フルーツカンパニー子会社[15]。パッケージ業（長野市市場3-14）
- 金オ岡村青果株式会社 - 仲卸業（長野市真島町川合1364-1）
- 株式会社フレッシュベジ加工 - R&Cホールディングス子会社。青果物加工業。カットサラダ、おやき製造[16]（長野市真島町川合1199-1）
- 株式会社長野県青果物流通センター - 青果物加工業（松本市大字笹賀7600-41）

### 運送業

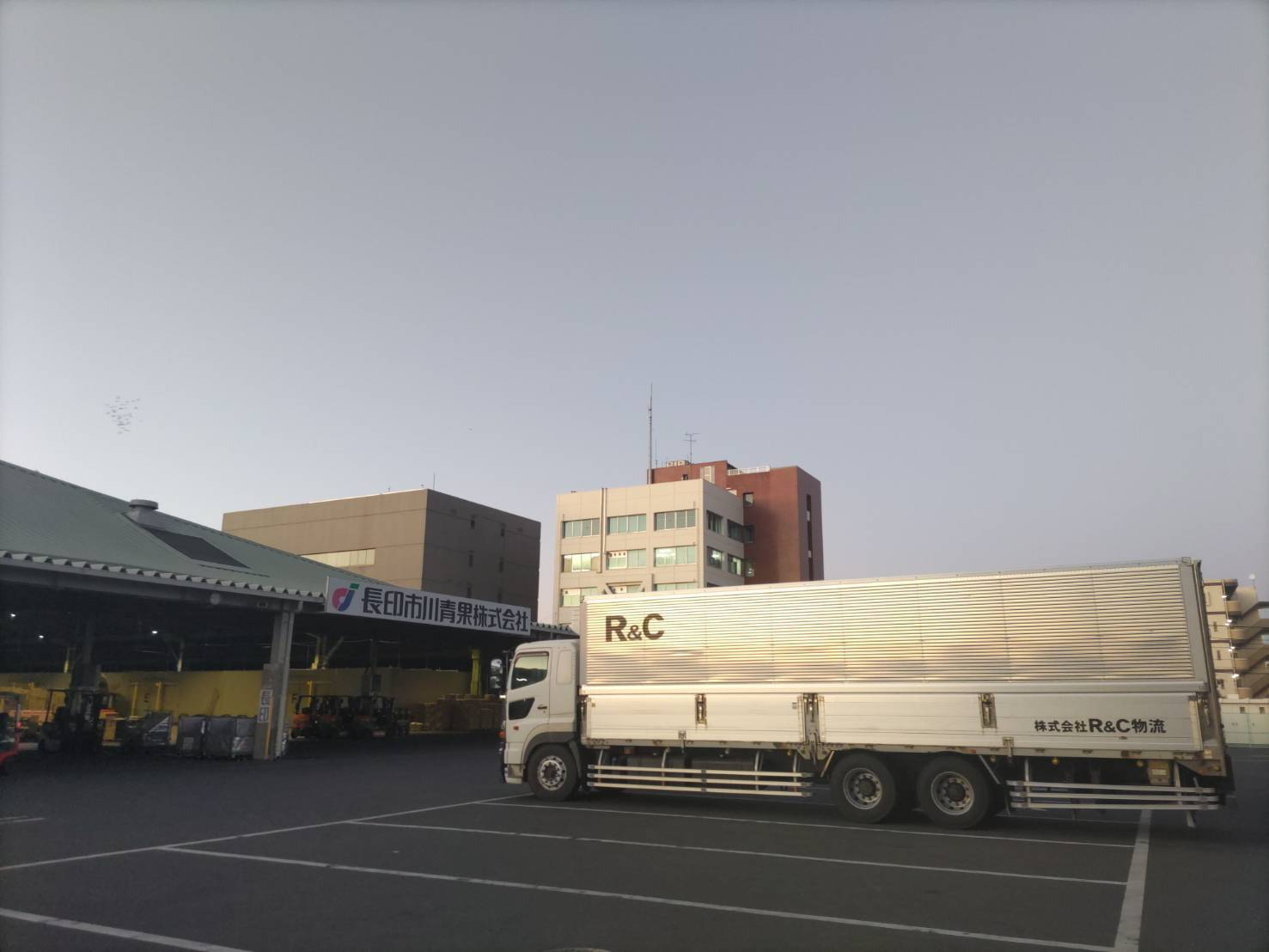
R&C物流のトラック車両

- 株式会社R&C物流 - R&Cホールディングス子会社。グループ拠点間の青果物配送。（長野市市場3-42 ほか上田市場に上田営業所、松本市場に松本営業所[4]）